# 深山铁线蕨
深山铁线蕨（学名：Adiantum formosanum）为铁线蕨科铁线蕨属下的一个种。